# ميتاتريدر 4
منصة ميتاتريدر 4 او بالانجليزية MetaTrader 4، المعروفة أيضًا باسم MT4، هي عبارة عن منصة تداول إلكترونية تستخدم على نطاق واسع من قبل المتداولين المضاربين على تداول العملات الأجنبية بالتجزئة عبر الإنترنت. طورتها شركة MetaQuotes Software وتم إصدارها في 2005. البرنامج مرخص لوسطاء الصرف الأجنبي الذين يوفرون المنصة لعملائهم. يتكون البرنامج من مركبين عميل وخادم. يتم تشغيل مكون الخادم من قبل الوسيط (شركة التداول) ويتم توفير برنامج العميل لزبائن الوسيط، حيث يستخدمونه لمشاهدة أسعار ومخططات البث المباشر، وتقديم الطلبات، وإدارة حساباتهم.
العميل (في عالم البرمجيات) هو تطبيق قائم على Microsoft Windows أصبح شائعًا بشكل أساسي بسبب قدرة المستخدمين النهائيين على كتابة نصوص التداول الخاصة بهم والروبوتات التي يمكنها تتمة التداول. في عام 2010، أصدرت MetaQuotes نسخة لاحقة، MetaTrader 5. ومع ذلك، كان الإقبال بطيئًا وحتى أبريل 2013، ما زال معظم الوسطاء والمتداولين يفضلون MT4. على الرغم من عدم توفر إصدار رسمي من MetaTrader 4 لنظام التشغيل Mac OS ، إلا أن بعض الوسطاء يقدمون متغيرات MT4 المطورة الخاصة بهم لنظام التشغيل Mac OS. 

## التاريخ
قام مطوروا المنصة في MetaQuotes Software، بإصدار عدة نسخ من منصة MetaTrader ابتداءً من عام 2002. كانت MetaTrader 4 نسخة محسنة بشكل كبير وتم إصدارها في 2005.
بين عامي 2007 و 2010، أضاف عدد من الوسطاء منصة MT4 كبديل اختياري لبرنامج التداول الحالي لديهم نظرًا لشعبيتها بين المتداولين والعدد الكبير من البرامج النصية والمستشارين التابعين لجهات خارجية.
في أكتوبر 2009، دخلت MetaTrader 5 المعاد تشفيرها بشكل كبير في اختبار بيتا العام. تم إطلاق أول حساب حقيقي لMT5 لاحقًا بواسطة InstaForex في سبتمبر 2010.  في عامي 2013 و 2014 ، تمت مراجعة لغة البرمجة MQL4 بالكامل لتصل في النهاية إلى مستوى MQL5. بدءًا من الإصدار 600 ، يستخدم MQL4 و MQL5 برنامج MetaEditor موحد.
على الرغم من تقديم MT5 في عام 2009 ، وفقًا لدراسة أجريت في سبتمبر 2019 ، كانت MetaTrader 4 لا تزال أشهر منصة تداول فوركس في العالم في ذلك الوقت.

## وظائف
تشتمل محطة العميل على محرر ومترجم مدمج مع إمكانية الوصول إلى مكتبة مجانية من البرامج والمقالات والمساعدة. يستخدم البرنامج لغة برمجة خاصة، MQL4 / MQL5 ، والتي تمكن المتداولين من تطوير «مستشارين خبراء»، والمؤشرات المخصصة والنصوص. تنبع شهرة MetaTrader إلى حد كبير من دعمها للتداول الخوارزمي.
تم تصميم MT4 لاستخدامه كنظام مستقل مع إدارة الوسيط يدويًا لمراكزه وهذا تكوين شائع يستخدمه الوسطاء. ومع ذلك، قام عدد من المطورين المستقلين بكتابة جسور برمجية تتيح التكامل مع أنظمة التداول المالي الأخرى للتحوط التلقائي للمراكز. في أواخر عام 2012 وأوائل عام 2013، بدأت MetaQuotes Software العمل على إزالة المكونات الإضافية لبرمجيات الطرف الثالث من السوق، ومقاضاة المطورين والوسطاء وتحذيرهم. 
توفر MetaTrader نوعين من أوامر التداول، الأوامر المعلقة وأوامر السوق. لن يتم تنفيذ الأوامر المعلقة إلا عندما يصل السعر إلى مستوى محدد مسبقًا، بينما يمكن تنفيذ أوامر السوق بأحد الأوضاع الأربعة: التنفيذ الفوري وتنفيذ الطلب وتنفيذ السوق وتنفيذ البورصة. مع التنفيذ الفوري ، سيتم تنفيذ الأمر بالسعر المعروض في المنصة. وتتمثل ميزته في أن الأمر سيتم تنفيذه بسعر معروف. ومع ذلك ، يمكن تفويت فرصة تداول جيدة عندما يكون التقلب مرتفعًا ولا يمكن تقديم السعر المطلوب. يمكّن وضع تنفيذ الطلب المتداول من تنفيذ أمر السوق في خطوتين - أولاً ، طلب عرض أسعار ، ثم يقرر المتداول ما إذا كان سيشتري أو يبيع باستخدام السعر المستلم. لدى المتداول عدة ثوان ليقرر ما إذا كان السعر المستلم يستحق التداول. يوفر هذا الوضع معرفة معينة بالسعر جنبًا إلى جنب مع التنفيذ المضمون بهذا السعر. المقايضة هي سرعة التنفيذ المنخفضة ، والتي يمكن أن تستغرق وقتًا أطول بكثير من الأوضاع الأخرى. [17] مع تنفيذ السوق ، سيتم تنفيذ الأوامر بسعر الوسيط حتى لو كان مختلفًا عن السعر المعروض في المنصة. ميزة هذا الوضع هي أنه يسمح بالتداول دون أي نوع من إعادة التسعير. ومع ذلك ، يمكن أن يصبح الانحراف كبيرًا أثناء تغيرات الأسعار المتقلبة. في وضع تنفيذ Exchange، تتم معالجة الأمر بواسطة مرفق التنفيذ الخارجي (التبادل). يتم تنفيذ التجارة وفقًا لعمق السوق الحالي.